# Thomas Doughty
Thomas Doughty, född den 19 juli 1793 i Philadelphia, Pennsylvania, död den 22 juli 1856, var en amerikansk konstnär och en av det amerikanska landskapsmåleriets pionjärer. Hans poetiska, silverskimrande måleri var starkt inspirerat av fransmannen Claude Lorrain.

## Biografi
Doughty tillhörde Hudson River-skolan och var den förste amerikanske konstnären att arbeta uteslutande med landskapsmåleri. Han blev framgångsrik både för sin skicklighet och för det faktum att amerikanerna började vända sitt intresse till landskapet.
Han var känd för sina lugna, ofta atmosfäriska landskap av floder och berg i Pennsylvania, New York, New England, och särskilt Hudson River Valley. Han lärde sig själv hur man målar samtidigt som han var lärling hos en lädertillverkare. Han arbetade mestadels i Philadelphia, men bodde och arbetade också i Boston och New York.